# Qujiang (köpinghuvudort i Kina, Jiangxi Sheng, lat 28,25, long 115,79)
Qujiang är en köpinghuvudort i Kina. Den ligger i provinsen Jiangxi, i den sydöstra delen av landet, omkring 49 kilometer söder om provinshuvudstaden Nanchang. Antalet invånare är 57 144. Befolkningen består av 26 606 kvinnor och 30 538 män. Barn under 15 år utgör 22,0 %, vuxna 15-64 år 70 %, och äldre över 65 år 7,0 %.
Runt Qujiang är det tätbefolkat, med 459 invånare per kvadratkilometer. Närmaste större samhälle är Xiaogang, 7,0 km öster om Qujiang. Trakten runt Qujiang består till största delen av jordbruksmark.
Genomsnittlig årsnederbörd är 2 190 millimeter. Den regnigaste månaden är juni, med i genomsnitt 367 mm nederbörd, och den torraste är oktober, med 28 mm nederbörd.